# فيتزهاغ اندروز
فيتزهاغ اندروز (بالإنجليزية: Fitzhugh Andrews)‏ هو عازف بيانو وملحن أمريكي، ولد في 12 فبراير 1873، وتوفي في 10 مارس 1961.